# Giorgio Barbolini
Giorgio Barbolini (Modena, 30 aprile 1934 – Modena, 18 giugno 2022) è stato un calciatore italiano, di ruolo centrocampista.

## Carriera
Cresciuto nel Modena, debutta tra i professionisti proprio con questa squadra all'età di 19 anni l'8 febbraio 1953 contro il Catania (1-1).
Dopo una stagione in prestito alla Reggiana, torna al Modena (30 presente con 13 gol) e nel 1956 gioca una stagione nella Roma. Nel 1957 approda all'Inter dove gioca solo due partite in Coppa Italia, segnando una rete. Ritorna al Modena nel 1958 e l'anno seguente arriva al Padova dove rimane per ben nove stagioni (232 presenze) chiudendovi la carriera da calciatore professionista.